# نيشرين
 نيشرين  (16 فبراير 1222 - 13 أكتوبر 1282) كاهن بوذي عاش في فترة كاماكورا في اليابان.

## روابط خارجية
- نيشرين على موقع الموسوعة البريطانية (الإنجليزية)